# Диккен

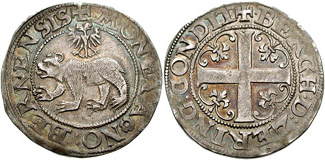
Диккен кантона Берн, 1560 год

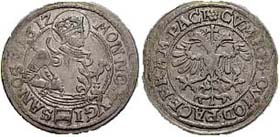
Диккен кантона Цуг, 1612 год

Диккен, дикен, дикенпфенниг (нем. Dicken — «толстый», Dickenpfennige — «толстый пфенниг») — швейцарские серебряные монеты, чеканка которых была начата в конце XV века в подражание итальянским тестонам. Первым выпуск диккенов начал в 1492 году Берн, позже они распространились также в южной Германии.
Монеты получили название «толстых», так как они отличались от тонких и лёгких крейцеров и пфеннигов. Средний вес серебряных диккенов, имевших 950-ю пробу, составлял 9,8 г. 1 диккен был равен 1⁄3 золотого гульдена.
К XVII веку диккены выпускались уже не только серебряные, но и биллонные. В XVIII веке чеканка диккенов была прекращена.